# ヶ
ヶは、日本語における文字のひとつ。片仮名の「ケ」を小書きにしたように見える字体の文字で、主に助数詞や連体助詞「が」の用途として使用される。
助数詞や助詞「が」の用途として使用される場合は、「か」、「が」、「こ」と発音される。また、表記としては大きな「ケ」も使われる。本記事ではこの場合の「ケ」についても説明する。
助数詞や連体助詞「が」の用途として使用される場合の「ヶ（ケ）」は、片仮名の「ケ」とは由来を別にし、「箇」または「个」の略字とされる。「个」という字は、「介」の略体に由来する（『説文解字』では「竹」の片方と解釈されているが、これは誤った分析である）。なお「箇」は「個」の異体字であり、意味の違いはない。この場合の「ヶ」は片仮名ケの同形異字と考えられるが、今日では、片仮名ケを書いて「か」「が」と読ませる、というようにも受け取られている。「け」と誤読されることを避けるため小書きが好まれる傾向はあるが、本来大小による意味の違いはない。小書きの用法については捨て仮名を参照。
戦後の公用文や教科書などでは固有名詞を除き平仮名の「か」で統一して使用していることがほとんどである。
送りがな、添えがなの用途で片仮名「ケ」を小書きすることがある。
平仮名の「ゖ」という文字もあるが、助数詞や助詞「が」の用途で使用することは一般的ではない。

## 用途

### 「箇」「个」の代わりとして
- 助数詞「箇」「個」の代わりに使われる。
  - 事例 - 3ヶ、4ヶ所、5ヶ条、6ヶ月。「ケ」でも意味、読みは同じ。
- 主に地名を表す固有名詞の中で、連体助詞「が」の代わりに用いられる[4]。
  - 事例 - 関ケ原、市ヶ谷、鳩ヶ谷、袖ケ浦、茅ヶ崎、つつじヶ丘、八ヶ岳、鎌ケ谷。一部連体助詞「が」の役割を果たさない久米南町上二ケ（かみにか）、下二ケ（しもにか）などの地名も存在する。
- 近世以前で主に指示語として「箇」「个」の代用とされて現代文には見られない。
  - 事例 - ケ様（かやう＝斯様）[5]、の「ケ」は助詞的用法ではなく、文節冒頭に出現して小書きはしない。電子化テキストに「ヶ様」の表記も見られるが、「ケ」の大小が文字の由来や意味の違いを表すとの誤解と推察される。[要出典]
- 助数詞や連体助詞の用途から離れて、「か」「が」と読む当て字として用いられる。固有名詞以外では、昭和以降はほとんど見られない。
  - 事例 - 六ケ敷（むつかしき＝難しい）

### 仮名「ケ」「け」の小書きとして
- 固有名詞の中で、送りがな、添えがなの用途で片仮名「ケ」を小書きすることが稀にあるが、通常は大きな「ケ」で表記する。
  - 例：欠ヶ端（かけはた）、蒲ヶ沢（がわけさわ）
- 方言で語尾が「〜っけ」という場合に「〜ヶ」や「〜ゖ」が使用されることがある。

## 読み
- 「か」および「が」、「こ」と読まれる。
- 助数詞の場合は原則として「か」と発音するが、稀に「こ」と発音する場合もある（例:2ヶの賽）。
- 助詞「が」の用途で使用される時は、「が」と発音する。
- 送りがな、添えがなの用途で片仮名「ケ」が小書きされる時は、「け」と発音される。
- 方言の語尾で使用される時は、「け」や「っけ」と発音される。

## ヶに関わる諸事項
- 「カ」と発音される場合、「ヵ」と書かれることもある（4ヵ所、5ヵ条、6ヵ月）。
- JIS規格では「小書き片仮名ケ」、Unicodeでは「KATAKANA LETTER SMALL KE」と、いずれも片仮名「ケ」を小さくした文字としている。符号化漢字集合規格の図形文字は図形概念によるのであって、図形文字の意味や用途は定義しないと説明されており[6]、必ずしも規格上の「ヶ」がこの記事の説明と対応しているものでもない。
- JIS規格およびUnicodeで、助数詞や連体助詞「が」の用途で大きな「ケ」を表記するときは、「片仮名ケ」（KATAKANA LETTER KE）が用いられる。
- 「小書き平仮名け」の「ゖ」はJIS X 0208にはなく、JIS X 0213で追加され、Unicodeに踏襲された。追加の理由は、仮名漢字変換で片仮名に対応する平仮名を表示するためとしている[7]。
- JISキーボードは、「:」のキーをかな入力でシフトキーを押しながら入力したとき「ヶ」が入力されるようになっているが、環境によっては実際には入力できないことも多い。
- 中国の簡体字では「个」が、「個」や「箇」に対応する正規の字体である（一か月→一个月）。
- 兵庫県宝塚市で「が」が入る地名の場合は「ケ」や「ヶ」や「ヵ」を使用せず「ガ」（カタカナのガ）を用いる（例：すみれガ丘、光ガ丘、長寿ガ丘、仁川旭ガ丘、仁川月見ガ丘、泉ガ丘、ふじガ丘など。ただし、雲雀丘を除く）。